# Aarón Wergifker
Aarón Wergifker (São Paulo, Brasil, 15 de agosto de 1914 - Buenos Aires, Argentina, 29 de junio de 1994) fue un futbolista brasileño nacionalizado argentino. Jugaba de defensor y su primer club fue River Plate.

## Carrera
Nacido en Brasil en una familia de origen judío, emigró a la Argentina donde comenzó su carrera en 1932 jugando para River Plate. Jugó para el club hasta 1941. En 1942 se fue al Platense, en donde se mantuvo hasta 1946, cuando se retiró definitivamente del fútbol.

## Selección nacional
Aunque nació en Brasil fue internacional con la selección argentina entre 1934 y 1936. Es, junto al español Pedro Arico Suárez, los paraguayos Heriberto Correa y Constantino Urbieta Sosa, el ucraniano Vladimiro Tarnawsky y el francés Gonzalo Higuaín, uno de los seis jugadores no nacidos en la Argentina que vistieron la camiseta del seleccionado de ese país en la era del profesionalismo.

## Clubes
| Club        | País      | Año         |
| ----------- | --------- | ----------- |
| River Plate | Argentina | 1932 - 1941 |
| Platense    | Argentina | 1942 - 1946 |

## Palmarés

### Como jugador

#### Campeonatos nacionales
| Título           | Equipo      | País      | Año      |
| ---------------- | ----------- | --------- | -------- |
| Primera División | River Plate | Argentina | 1932     |
| Primera División | River Plate | Argentina | C-1936   |
| Primera División | River Plate | Argentina | CdO-1936 |
| Primera División | River Plate | Argentina | 1937     |
| Primera División | River Plate | Argentina | 1941     |

#### Copas nacionales
| Título              | Equipo      | País      | Año  |
| ------------------- | ----------- | --------- | ---- |
| Copa de Competencia | River Plate | Argentina | 1932 |
| Copa Ibarguren      | River Plate | Argentina | 1937 |
| Copa Escobar        | River Plate | Argentina | 1941 |

#### Copas internacionales
| Título     | Equipo      | País    | Año  |
| ---------- | ----------- | ------- | ---- |
| Copa Aldao | River Plate | AFA/AUF | 1936 |
| Copa Aldao | River Plate | AFA/AUF | 1937 |